# چابار (کمیجان)
چابار روستایی است از توابع شهرستان کمیجان در استان مرکزی. این روستا در دهستان اسفندان در بخش مرکزی این شهرستان قرار دارد.

## مشخصات منطقه ای
روستای چابار طبق تقسیمات اخیر کشوری، ازتوابع دهستان اسفندان و بخش مرکزی شهرستان کمیجان می‌باشد. این روستا بامختصات جغرافیایی ۸۳درجه و ۵۷دقیقه طول شرقی و۳۹درجه و۲۴دقیقه عرض شمالی در شمال غربی استان مرکزی قراردارد. فاصله روستای چابار تا مرکز شهرستان ۲۰ کیلومتر می‌باشد.

## جمعیت
طبق سرشماری مرکز آمار ایران، جمعیت چابار در سال ۱۳۸۵ برابر با ۱۴۱ نفر بوده است. این روستا ۴۴ خانوار دارد.